# 様似郡
- 令制国一覧 > 北海道 (令制) > 日高国 > 様似郡
- 日本 > 北海道 > 日高振興局 > 様似郡

北海道様似郡の位置（黄：様似町）

様似郡（さまにぐん）は、北海道（日高国）日高振興局の郡。
人口3,731人、面積364.3km²、人口密度10.2人/km²。（2025年6月30日、住民基本台帳人口）
以下の1町を含む。
- 様似町（さまにちょう）

## 郡域
1879年（明治12年）に行政区画として発足して以来、郡域は上記1町のまま変更されていない。

## 歴史

### 郡発足までの沿革
江戸時代に入ると、松前藩の商場知行制および場所請負制によるシャマニ場所（初期は幌泉場所とあわせて油駒場所とも）が開かれ、様似には北前船が寄航することもあった。
江戸時代初期、1635年（寛永12年）にポロナイ川上流で金鉱が発見され、幕府直轄の東金山金鉱山が大勢の和人を集めていたが、1669年（寛文9年）のシャクシャインの戦いに伴い、東金山金鉱山が閉山を余儀なくされる。
江戸時代中期の1706年（宝永3年）住吉神社の前身の小社が創祀されている。陸上交通は渡島国の箱館から道東や千島国方面に至る道（国道336号の前身）の途上であったが、沿岸部に通行の難所があったため、寛政11年蝦夷地取締御用を命ぜられた大河内善兵衛政寿が中村小市郎、最上徳内らに命じ冬島 - 幌満間に道程3里（12キロ）弱の様似山道を開削、中継地点として「コトニ小休所」も設けられ、その翌年伊能忠敬も通行している。
様似山道が開削された年、様似場所は天領とされ、江戸時代後期に入ると、南部藩によるシャマニ山道修繕が1802年（享和2年）12月から翌3年にかけて行われる。また、様似山道には、後年松浦武四郎なども通行している。1806年（文化3年）幕府により蝦夷三官寺筆頭寺院である等澍院が建立される。慈覚大師円仁や円空がこの地で修業したと伝わり、様似に建立されたという。1821年（文政4年）いったん松前藩領に復すが、1855年（安政2年）再び天領となり、仙台藩が警固をおこなった。1862年（文久2年）、様似山道開削に尽力した斉藤和助をしのび、和助地蔵尊が建立された。戊辰戦争（箱館戦争）終結直後の1869年、大宝律令の国郡里制を踏襲して様似郡が置かれた。

### 郡発足以降の沿革
- 明治2年

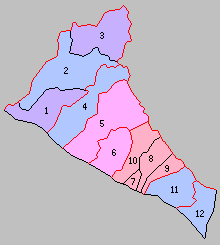
北海道一・二級町村制施行時の沙流郡の町村（11.様似村 青：区域が発足時と同じ町村）

  - 8月15日（1869年9月20日） - 北海道で国郡里制が施行され、日高国および様似郡が設置される。開拓使が管轄。
  - 8月28日（1869年10月3日） - 鹿児島藩の領地となる（北海道の分領支配）。
- 明治4年8月20日（1871年10月4日） - 廃藩置県により再び開拓使の管轄となる。
- 明治5年
  - 4月9日（1872年5月15日） - 全国一律に戸長・副戸長を設置（大区小区制）。
  - 10月10日（1872年11月10日） - 4月に設置された区を大区と改称し、その下に旧来の町村をいくつかまとめて小区を設置（大区小区制）。
- 明治6年（1873年） - 様似山道の山中に旅籠屋「原田宿」が建てられる。
- 明治9年（1876年）9月 - 従来開拓使において随意定めた大小区画を廃し、新たに全道を30の大区に分ち、大区の下に166の小区を設けた。

- 第23大区
  - 4小区 ： 鵜苫村、海辺村、様似村、平鵜村、門別村、染近村、白里村、核蘂村、冬島村、郡内村、嘯牛村、小宵村、幌満村、島郡村、誓内村、傍平村、累地村、逢牛村、農助村、桐橿村、二七村、岡田村、去魔村

- 明治12年（1879年）7月23日 - 郡区町村編制法の北海道での施行により、行政区画としての様似郡が発足。
- 明治13年（1880年）3月 - 浦河郡外十郡役所（浦河三石様似幌泉広尾当縁十勝中川河西河東上川郡役所）の管轄となる。
- 明治15年（1882年）- 以下の村が編入される。

・海辺村、桐橿村、傍平村→様似村

・門別村、染近村、白里村、核蘂村→平鵜村

・郡内村、嘯牛村、小宵村→冬島村

・島郡村→幌満村

・累地村、逢牛村、去魔村→岡田村

・農助村→二七村
- 明治15年（1882年）2月8日 - 廃使置県により札幌県の管轄となる。様似村（戸長役場所在地）、鵜苫村、冬島村、幌満村、岡田村、二七村、誓内村、平鵜村の8村が存在。誓内村・幌満村は幌泉郡幌泉村戸長役場が管轄。
- 明治19年（1886年）1月26日 - 廃県置庁により北海道庁札幌本庁の管轄となる。
- 明治20年（1888年）6月 - 浦河郡外六郡役所（浦河三石様似幌泉沙流新冠静内郡役所）の管轄となる。
- 明治30年（ 1897年）11月5日 - 郡役所が廃止され、浦河支庁の管轄となる。
- 明治39年（1906年）4月1日 - 北海道二級町村制の施行により、様似村、鵜苫村、平鵜村、冬島村、二七村、岡田村、幌満村、誓内村の区域をもって様似村（二級村）が発足。（1村）
- 昭和7年（1932年）8月15日 - 浦河支庁が改称して日高支庁となる。
- 昭和18年（1943年）6月1日 - 北海道一・二級町村制が廃止され、北海道で町村制を施行。二級町村は指定町村となる。
- 昭和21年（1946年）10月5日 - 指定町村を廃止。
- 昭和22年（1947年）5月3日 - 地方自治法の施行により北海道日高支庁の管轄となる。
- 昭和27年（1952年）4月1日 - 様似村が町制施行して様似町となる。（1町）
- 平成22年（2010年）4月1日 - 日高支庁が廃止され、日高振興局の管轄となる。